# Tube afrique
Un tube Afrique est un simple tuyau métallique installé en remplacement du pot catalytique d'une automobile, supprimant ainsi le traitement anti pollution des gaz d'échappement.
L'installation d'un tube Afrique est simple et rapide (plusieurs vissages/dévissages d'écrous et quelques minutes de temps de travail), pour peu que l'on en trouve un aux mêmes dimensions que le catalyseur.
La motivation de l'installation d'un tube Afrique est souvent la recherche d'un gain de performances. En effet le pot catalytique ralentit les gaz émis par le moteur, engendrant des pertes de puissance. D'autre part, lorsqu'il est nécessaire de remplacer le pot catalytique, le tube Afrique constitue une alternative bien meilleur marché.
Cependant, une autre raison est parfois avancée : les métaux lourds que contient le catalyseur pourraient se détacher et polluer l'atmosphère de manière beaucoup plus néfaste que l'effet dépolluant ; cela se produirait lorsque le pot catalytique est soumis à de nombreux chocs, lorsqu'il est vieux, ou lorsqu'il est mal conçu.
Le pot catalytique est obligatoire pour les voitures circulant dans de nombreux pays, notamment la France. L'installation d'un tube Afrique est donc très souvent illégale. Certains tubes Afriques adoptent une ressemblance avec les pots catalytiques, afin d'être indétectables par les forces de police, sauf en cas de test anti pollution.
Le nom Tube Afrique 
Il est nommé tube Afrique parce que dans les pays africains le catalyseur n'est pas obligatoire dans la majorité des pays et le test anti pollution n'est pas nécessaire dans les contrôles technique d'où le nom tube Afrique. 